# Унеюв-Рендзіни
Унеюв-Рендзіни (пол. Uniejów-Rędziny) — село в Польщі, у гміні Харшниця Меховського повіту Малопольського воєводства.
Населення — 420 осіб (2011).
У 1975-1998 роках село належало до Келецького воєводства.

## Демографія
Демографічна структура станом на 31 березня 2011 року:
|          | Загалом | Допрацездатний вік | Працездатний вік | Постпрацездатний вік |
| -------- | ------- | ------------------ | ---------------- | -------------------- |
| Чоловіки | 211     | 32                 | 152              | 27                   |
| Жінки    | 209     | 36                 | 121              | 52                   |
| Разом    | 420     | 68                 | 273              | 79                   |